# Cónclave (novela)
Cónclave es una novela del autor británico Robert Harris, publicada en 2016. La historia transcurre en el contexto de la muerte de un papa y el cónclave que se desarrolla para elegir a su sucesor.
La película inspirada en este libro, del mismo título, con las actuaciones de Ralph Fiennes, Isabella Rossellini, Stanley Tucci, John Lithgow, Sergio Castellitto y Carlos Diehz, entre otros, dirigida por Edward Berger y escrita por Peter Straughan, se estrenó en los Estados Unidos (Focus Features) el 25 de octubre del 2024.

## Argumento
Testor Christum Dominum, qui me iudicaturus est, me eum eligere, quem secundum Deum iudico eligi debere.
Pongo por testigo a Cristo Señor, el cual me juzgará, de que doy mi voto a quien, en presencia de Dios, creo que debe ser elegido. (La frase que pronuncia cada cardenal al colocar su voto durante el cónclave.)

Jacopo Lomeli es convocado a la Casa Santa Marta, en donde el papa ha muerto de un infarto mientras dormía. Nada hay de sospechoso en su muerte, pues el papa tenía antecedentes de problemas cardíacos y, al revisar su agenda del día anterior, no se encontró nada fuera de lo común: únicamente una reunión con el Camarlengo Joseph Tremblay y luego una cena con el arzobispo Janusz Woźniak, el Prefecto de la Casa Pontificia. Como Decano del Colegio Cardenalicio, la responsabilidad de supervisar la siguiente cónclave papal recae en Lomeli.
Después del fueral del papa, surgen cuatro cardenales como principales candidatos a convertirse en el nuevo papa: Aldo Bellini, de Italia, el Secretario de Estado del papa fallecido y el candidato apoyado por el ala liberal de la Iglesia; Joseph Tremblay, de Canadá, Camarlengo y Arzobispo Emérito de Quebec; Joshua Adeyemi, de Nigeria, el Cardenal Penitenciario Mayor, y Goffredo Tedesco, de Italia, el Patriarca de Venecia. Muy poco antes, los 118 cardenales quedan enclaustrados durante el cónclave. Woźniak se acerca a Lomeli y asegura que el papa recién fallecido le reveló, durante su última cena, que a Tremblay le había exigido su renuncia. El papa fallecido no había explicado por qué esto era necesario y sólo dijo que pronto se descubriría la razón. Lomeli se sorprende con esta noticia, pues no había evidencia de que a Tremblay lo hubiesen destituido. El decano envía a monseñor Raymond O'Malley, su asistente, con monseñor Morales, secretario privado del difunto papa y supuesto testigo de la destitución de Tremblay, para confirmar la versión de Woźniak. Morales niega que el incidente haya ocurrido, pero sin darse cuenta revela la existencia de un "informe eliminado" vinculado con Tremblay.
Durante la misa anterior a la primera ronda de votación del cónclave, Lomelí se siente inspirado a ofrecer una homilía improvisada. Si bien esperaba que resultada controvertida, se siente frustrado cuando algunos de los cardenales malinterpretan la homilía como una maniobra para alcanzar el papado. En la primera ronda, nadie alcanza la mayoría de dos tercios (79 de 118 votos) necesaria para ganar la elección; Tedesco asegura 22 votos, Adeyemi 19, Bellini 18 y Tremblay 16, lo que los afianza como los principales contendientes. Vincent Benítez, hispano y arzobispo de Bagdad a quien el papa recién fallecido había nombrado cardenal in pectore, recibe, para sorpresa de todos, un voto, a pesar de ser desconocido para los demás cardenales hasta su llegada sorpresiva a Roma para el cónclave. Lomeli, quien apoya a Bellini, se sorprende al recibir cinco votos y se siente culpable  de que Bellini haya quedado por debajo de lo esperado. Esa noche Lomeli se sorprende al ver salir a una monja sola del cuarto de Adeyemi, pero no se atreve a confrontarlo al respecto.
En la dos siguientes rondas Adeyemi comienza a tomar fuerza y toma una amplia ventaja de 57 votos, mientras que las posibilidades de Bellini se desvanecen. Durante el almuerzo surge un alboroto que involucra a Adeyemi y a una monja de Nigeria, la hermana Shanumi Iwaro. Lomeli pide la confesión de la hermana, y se entera de que treinta años atrás, cuando ella era una joven postulante y Adeyemi era el titular de una parroquia, los dos tuvieron una relación ilícita que dio como resultado un hijo que fue dado en adopción. El incidente del almuerzo ocurrió porque Shayumi se enfadó ante la negativa de Adeyemi a reconocerla. Lomeli se ve obligado a no divulgar detalles de la confesió, pero el incidente del almuerzo enciende la especulación respecto a un posible escándalo, y el decano informa a los partidarios de Adeyemi que lo que hizo fue de tal gravedad que tendrá que renunciar a sus funciones después del cónclave. Esto echa por tierra la candidatura de Adeyemi, y su apoyo se derrumba en la cuarta y quinta rondas.
Para la quinta ronda, sólo quedan dos contendientes: Tremblay, con 40 votos, y Tedesco, con 38. A disgusto, Bellini toma la decisión de apoyar a Tremblay con tal de que Tedesco no llegue a convertirse en papa. Lomeli investiga el repentino traslado de la hermana Shanumi a Roma desde Nigeria, que tuvo lugar justo antes del fallecimiento del papa, y descubre que la solicitud de traslado provino de Tremblay. Acusa a Tremblay de conspirar para chantajear a Adeyemi y solicita que se retire su candidatura, pero Tremblay se rehúsa y sostiene, con poca convicción, que él hizo la solicitud en nombre del papa fallecido. Después del anochecer, Lomeli rompe los sellos de los aposentos del difunto papa en busca de pruebas que respalden su acusación. Para su sorpresa, encuentra cuatro compartimientos ocultos en el armazón de la cama que contienen los registros financieros de toda la curia, así como el informe “retirado” sobre Tremblay: un análisis de sus actividades como prefecto de la Congregación para la Evangelización de los Pueblos, el cual indica que cometió simonía al entregar pagos en efectivo a varios cardenales durante el último año.
Al estar desayunando el tercer día del cónclave, Lomeli distribuye entre los demás cardenales copias del informe Tremblay, en donde aparecen tachados los nombres de quienes recibieron soborno. Esto, junto con la revelación de que Tremblay solicitó la transferencia de la hermana Shanumi, lo elimina como candidato y altera de nuevo el procedimiento del cónclave. En la sexta ronda, Tedesco lleva la delantera con 45 votos, Lomeli está muy cerca en segundo lugar y Benítez, lejos en el tercero. Al iniciar la votación en la séptima ronda, una explosión sacude la Capilla Sixtina, pero nadie resulta lastimado y sólo se destrozan las ventanas, y el proceso continúa. Lomeli asciende hasta el primer lugar de los resultados, con 52 votos, seguido por Tedesco y Benítez. Los cardenales toman un descanso para ir a almorzar, y el decano se entera de que la explosión es parte de una serie de ataques terroristas coordinados en contra de las instituciones católicas en toda Europa, a cargo de un grupo de extremistas musulmanes. Con estas graves noticias y con los enfrentamientos en los discursos de Tedesco y Benítez, el primero de los cuales exhorta a la venganza y el segundo da argumentos en contra de responder a la violencia con violencia, los cardenales acuerdan cancelar el descanso para la comida y continuar sin demora con la octava votación.
La octava votación da como resultado que Benítez es elegido papa con 92 votos, al cumplir con el requisito de mayoría de dos tercios. Benítez se siente honrado al aceptar y elige el nombre Inocencio XIV. Justo antes de que se revele públicamente el resultado del cónclave, O'Malley hace ver a Lomeli que ese año Benítez había solicitado y más tarde había cancelado una cita en una clínica en Ginebra para un procedimiento quirúrgido de cirugía de reasignación de género. En privado, Lomeli le pide una explicación a Benítez. El nuevo papa revela que él nació con características intersexuales, y que sus padres lo criaron como varón. Durante gran parte de su vida, no sabía que sus características físicas eran diferentes a las de otros varones. Sólo hasta que resultó herido en un bombardeo en Irak lo revisó un médico por primera vez en su vida y le hizo saber su situación. Benítez trató de renunciar a su cargo para someterse a una cirugía de reasignación de género, pero el papa recién fallecido rechazó su renuncia y lo nombró cardenal in pectore, y estaba totalmente al tanto de su situación. Benítez terminó por rechazar la cirugía y retomó sus deberes. Lomeli sabe que, tarde o temprano, se descubrirá la situación de Benítez cuando se lleve a cabo otra revisión médica en el futuro o cuando fallezca, confiando en que la voluntad de Dios dirigió el resultado del cónclave.

## Personajes
- Cardenal Jacopo Baldassare Lomelí—Decano del Colegio de Cardenales y cardenal-obispo de Ostia. La responsabilidad de supervisar el cónclave papal recae en Lomeli. En los últimos meses, Lomeli se halla en un estado de crisis de fe, y su deseo de renunciar creó una ruptura con el papa recién fallecido, quien insistía en que se quedara. Se considera indigno de su papel como decano y apoya a su amigo Bellini, pero tiene la firme intención de dirigir el cónclave tan neutralmente como sea posible.
- El papa fallecido—El papa cuyo nombre no se menciona y cuyo fallecimiento echa a andar el cónclave. Aparece descrito como un reformista que se negó a poner en práctica la ostentación y la pompa propios de su cargo. Sus reformas y posturas liberales lo hicieron popular ante la opinión pública, pero generaron resentimientos entre muchos en los niveles más altos de la Santa Sede. En sus últimos meses, se dedicó con entusiasmo a erradicar la corrupción en la iglesia. Aunque reconoció que había similitudes con el papa Francisco, el autor negó en el prefacio que el papa de su novela estuviera inspirado en él. La novela no menciona a Francisco, pero sí a Juan Pablo II y la renuncia de Benedicto XVI.
- Cardenal Aldo Bellini—Secretario de Estado y exarzobispo de Milán. Considerado un intelectual y el sucesor ideológico del papa recién fallecido, es el candidato preferido por el ala liberal de la iglesia y el favorito para ganar la elección.
- Cardenal Joseph Tremblay—Camerlengo, prefecto de la Congregación para la Evangelización de los Pueblos y Arzobispo Emérito de Quebec. Candidato ambicioso, experto en los medios de comunicación, muestra una postura liberal poco definida. Es influyente entre los cardenales de los países en vías en desarrollo y en América del Norte.
- Cardenal Joshua Adeyemi—Cardenal Penitenciario Mayor y exarzobispo de Lagos. Candidato tradicionalista respaldado por los cardenales africanos, se trata de un personaje carismático que, según la prensa, tiene posibilidades para convertirse en el primer papa negro, a pesar de su activismo homofóbico.
- Cardenal Goffredo Tedesco—Patriarca de Venecia. Tradicionalista convencido, es el crítico más destacado del papa recién fallecido. Hábil para la política y respaldado por el ala conservadora del Vaticano, se le considera un candidato con pocas posibilidades de ganar cuyo principal objetivo es conseguir un mínimo de 40 votos para impedir que cualquier candidato liberal consiga la mayoría de dos tercios. Se cree que la visión conservadora de este personaje es una alusión a un ataque al papa Benedicto XVI ("tedesco" significa "alemán" en italiano).
- Cardenal Vincent Benítez—Arquidiócesis de Bagdad. De origen filipino, su llegada al cónclave genera sorpresa, pues fue nombrado cardenal in pectore por el papa recién fallecido meses antes de morir. Tiene una reconocida trayectoria como fundador de albergues para mujeres y niños víctimas de abuso en las Filipinas y en la República Democrática del Congo antes de que el papa recién fallecido lo nombrara para ocupar la arquidiócesis vacante de Irak.
- Arzobispo Janusz Woźniak—Prefectura de la Casa Papal. Proveniente de Polonia, es amigo cercano del papa recién fallecido. Poco antes del inicio del cónclave, hace una revelación sorprendente a Lomelí acerca de Tremblay.
- Arzobispo Wilhelm Mandorff—Maestro de las Celebraciones Litúrgicas Pontificias. Proveniente de Alemania, es uno de los asistentes de Lomelí.
- Monseñor Raymond O'Malley—Secretario del Colegio Cardenalicio. De origen irlandés, uno de los asistentes de Lomelí.
- Hermana Agnes—Monja francesa, una de las Hijas de la Caridad de San Vicente de Paúl, encargada de administrar la Casa Santa Marta durante el cónclave.
- Sor Shanumi Iwaro, monja nigeriana de las Hijas de la Caridad de San Vicente de Paúl. Poco antes de la muerte del papa, fue trasladada repentinamente de Nigeria a Roma, a pesar de no haber solicitado nunca el traslado y de no saber italiano.

## Elaboración
Harris dice que se inspiró para escribir una novela sobre la política papal mientras veía la cobertura del Cónclave papal de 2013. En ese momento, estaba trabajando en su Trilogía de Cicerón, una serie de novelas ambientadas durante la República romana, y los electores papales le recordaron al Senado romano. Consultó al cardenal Cormac Murphy-O'Connor como parte de su investigación para el libro. Más tarde le dio a Murphy-O'Connor una copia de la novela y, para su sorpresa, Murphy-O'Connor le envió una carta elogiando su exactitud. Cuando se le preguntó por el giro final de la novela en una entrevista del 2025, Harris declaró que esperaba que fuera polémico, pero que creía que merecería la pena. Se dijo a sí mismo que «esto es lo que deben hacer las novelas: sacudir al lector, causar conmoción, hacer pensar a la gente, aunque la odien»."